# Augusto Cabrita
Augusto Cabrita (Barreiro, 16 de março de 1923 — 1 de fevereiro de 1993) foi um fotógrafo, diretor de fotografia e realizador cinematográfico português. Recebeu o Prémio Bordalo (1970), na categoria "Televisão".

## Biografia
Augusto Cabrita no Barreiro (distrito de Setúbal) a 16 de março de 1923.
Como fotógrafo, entre várias obras, efetuou a ilustração fotográfica de toda a obra literária de Carlos Oliveira.
Foi também autor de capas de discos de Amália Rodrigues, Simone de Oliveira, Carlos Paredes e Luiz Goes. Em 1957 realizou a reportagem da visita da rainha Isabel II a Portugal para a RTP, e continuou, na década de 1960, com documentários para a televisão portuguesa. 
A sua estreia no cinema foi como diretor de fotografia do filme/documentário Belarmino (1964), de Fernando Lopes, que retrata a vida do desportista Belarmino Fragoso. Enquanto realizador procurou trabalhar principalmente através da docuficção.
Augusto Cabrita morreu em 1 de fevereiro de 1993, em Lisboa.
Em 1999 "Escola Secundária do Alto do Seixalinho" passa a denominar-se "Escola Secundária Augusto Cabrita", localizada no Barreiro, cidade onde se encontrava o seu estúdio, que ficou a cargo do seu filho.

## Obra

### Cinema
- Improviso sobre o Algarve (curta-metragem, 1960)[2]
- Macau (curta-metragem, 1961)[2]
- Os Caminhos do Sol com Carlos Vilardebó (documentário, 1966)[2][4]
- Viana e o seu Termo (curta-metragem, 1969)[2]
- Hello Jim (documentário, 1970)[4]
- Na Corrente (curta-metragem, 1970)[2][7]
- A Viagem (curta-metragem, 1970)[2][7]
- O Mar Transporta a Cidade (curta-metragem, 1977)[2]
- A Nova (curta-metragem, 1978)[2]
- Histórias de Comboios em Portugal (documentário, 1978)[2][4][5]
- Lisboa (documentário TV, 1979)[4]
- Açores, Ilhas do Atlântico com Fernando Lopes (documentário, 1979)[2]

### Livros fotográficos
- 50 Anos da CUF no Barreiro (Lisboa, Estúdios Cor, 1958–59)
- Portugal, um País que Importa Conhecer (Lisboa, Panorama, 1972)
- Setenave — Estaleiros Navais de Setúbal (1974)
- Cozinha Tradicional Portuguesa de Maria de Lourdes Modesto com Homem Cardoso (Lisboa, Verbo, 1982)[2][8]
- As Mais Belas Vilas e Aldeias de Portugal com texto de Júlio Gil (Lisboa, Verbo, 1984)[2][9]
- Os Mais Belos Castelos e Fortalezas de Portugal com texto de Júlio Gil (Lisboa, Verbo, 1986)[2][10]

## Principais distinções

### Títulos honoríficos
- 1985 — Augusto António do Carmo Cabrita foi feito Comendador da Ordem do Infante D. Henrique, a 24 de agosto[2][11]
- 1986 — Medalhão "Barreiro Reconhecido" (área da Cultura, Artes e Letras)[2]
- 1991 — Medalha de Mérito Distrital de Setúbal[2]

### Prémios
- Prémio Rizzoli (Prémio Internacional de Fotografia Publicitária), Itália
- 1.º Prémio de "Melhor Conjunto dos Expositores Nacionais" (1958)
- Prémio da Crítica (1962)
- Prémio Nacional de Cinema, pela fotografia do filme "Belarmino" (1964)
- Troféu "Foca de Ouro — Prémio Leica", 1.º Prémio Internacional de Reportagem de televisão, Estado de São Paulo, Brasil (1968)
- Prémio Bordalo (1970), ou Prémio da Imprensa da Casa da Imprensa, especificamente Prémio Especial "Telecineasta" na categoria "Televisão", pelos seu trabalho com relevância para os filmes Na Corrente e A Viagem. O outro premiado nesta categoria foi Vitorino Nemésio.[7]
- Prémio Nacional de Cinema «Aurélio Paz dos Reis», "Realização" (1971)